# San Joaquin Valley
De San Joaquin Valley is een vallei in de Amerikaanse staat Californië. Het betreft het deel van de California Central Valley ten zuiden van de gezamenlijke delta van de rivieren de Sacramento en de San Joaquin. Alhoewel het grootste deel van de vallei uit landbouwgebied bestaat, liggen er wel enkele belangrijke stedelijke gebieden, zoals die van Stockton, Fresno, Modesto, Bakersfield en Visalia.

## Geografie
De San Joaquin Valley ligt tussen de Sacramento-San Joaquindelta in het noorden en de Tehachapi Mountains in het zuiden, en tussen het Californische deel van de Pacific Coast Range in het westen en de Sierra Nevada in het oosten. In tegenstelling tot de Sacramento Valley, loopt de naamgevende rivier (de San Joaquin) maar voor een beperkt deel door de vallei. Het grootste deel ten zuiden van Fresno voert zijn water af in Tulare Lake, die echter niet meer bestaat zoals voorheen, omdat de bronnen worden omgeleid. De belangrijkste rivieren zijn de San Joaquin, de Kings en de Kern, die allemaal op grote schaal worden omgeleid ten behoeve van irrigatie en die daarom meestal uitgedroogd zijn in de benedenloop van deze rivieren.
Voor de jaren twintig van de twintigste eeuw bestond het grootste deel van de vallei uit een erg droge halfwoestijn. Gebieden die geen water krijgen van de Central Valley Project en andere irrigatieprojecten liggen er nog net zo bij als in de tijd toen Spaanse verkenners in de achttiende eeuw hierdoorheen trokken. Uitzonderingen zijn de boortorens en pompen ten behoeve van de oliewinning, die door de gehele vallei te vinden zijn. Vooral de gebieden ten westen van de Interstate 5 liggen er verlaten bij.
Anders dan andere landbouwgebieden in de Verenigde Staten, werd de San Joaquin Valley bevolkt in een tijd dat de auto het belangrijkste vervoermiddel was geworden. Bovendien zijn de landbezittingen aanzienlijk groter dan in het Midwesten en het Zuiden, meestal ter grootte van honderden tot duizenden hectare. Daar een stad dus een groter gebied kan bedienen dan wat mogelijk was in de negentiende eeuw, is de bebouwing verspreider dan in gebieden die zijn bevolkt voordat de auto voor een grotere groep mensen beschikbaar kwam.

### County's
- San Joaquin
- Fresno
- Kern
- Kings
- Madera
- Merced
- Stanislaus
- Tulare

### Steden met meer dan 100.000 inwoners

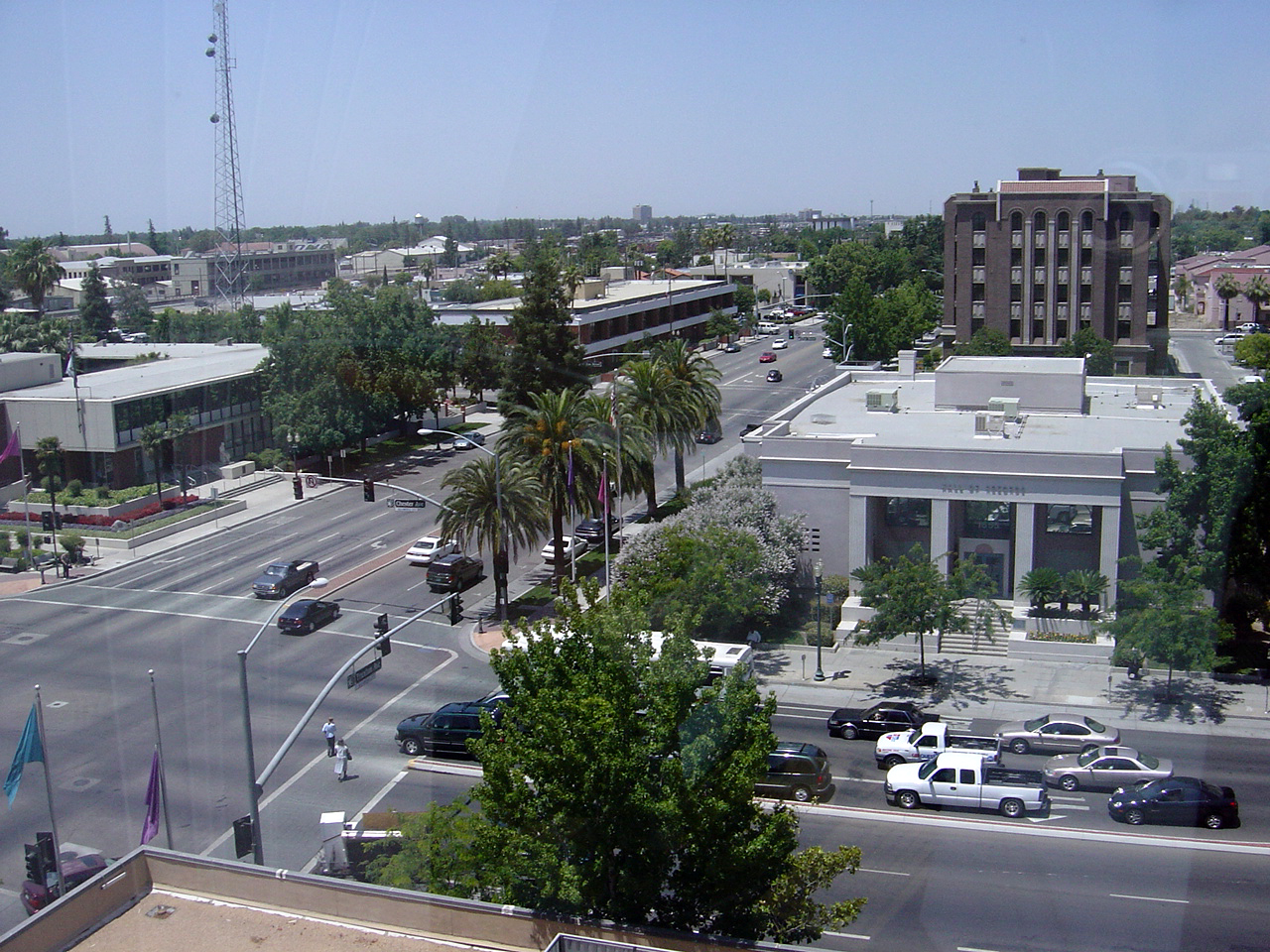
Bakersfield is een belangrijke stad in de vallei

- Stockton
- Bakersfield
- Fresno
- Modesto
- Visalia

### Steden tussen de 20.000 en 100.000 inwoners
- Atwater
- Ceres
- Clovis
- Delano
- Hanford
- Lodi
- Los Banos
- Madera
- Manteca
- Merced
- Oakdale
- Porterville
- Reedley
- Sanger
- Selma
- Tracy
- Tulare
- Turlock
- Wasco

## Maatschappij
Het grootste deel van de economische productie ligt op het gebied van landbouw en de oliewinning en -verwerking.
Cultureel gezien is de San Joaquin Valley erg verschillend van de rest van Californië. Onder de dichter bevolkte gebieden van de staat is de vallei waarschijnlijk het meest conservatieve gebied van Californië. Verscheidene prominente Californische politici komen uit de San Joaquin Valley.

### Geschiedenis
Aan het begin van de twintigste eeuw was San Joaquin Valley het eerste gebied waar op grote schaal productie van aardolie plaatsvond. Dit geschiedde met behulp van toen nog houten boortorens.
De sterke groei van het huizenbezit in Californië, die eind jaren negentig begon heeft de vallei erg veranderd. Ooit duidelijk en verwoed onafhankelijk van Los Angeles en San Francisco, kent het gebied sindsdien een stijgende groei van rurbanisatie, omdat jonge gezinnen en kleine ondernemers, in verband met de stijging van het levensonderhoud verder van de relatief dure kust af gaan wonen.
Stockton, Modesto en Tracy worden steeds meer gedomineerd door forensen die werken in San Francisco en de Silicon Valley, en ook de kleinere agrarische steden ten zuiden daarvan bevinden zich steeds meer in de invloed van de Bay Area. Bakersfield, oorspronkelijk een snelgroeiende oliestad, die door de stedenkenner Joel Kotkin werd bestempeld als het "Amerikaanse Abu Dhabi", heeft een grote stroom gezien van voormalige ondernemers en forensen uit Los Angeles.
Wal-Mart, IKEA, Target en verschillende grote distributiebedrijven hebben grote distributiecentra opgericht in het uiterste zuiden van de vallei, die aangetrokken worden door de nabijheid van Route 58 en de lage lonen in het gebied. Verdere integratie met de rest van Californië zal waarschijnlijke in de nabije toekomst plaatsvinden.

### Vervuiling
Ingeklemd tussen verschillende gebergten en het gebrek aan overheersende winden die de smog kunnen verminderen, kent de San Joaquin Valley al een lange tijd een van de ergste luchtvervuiling in de Verenigde Staten. Deze vervuiling, die wordt verergerd door een stabiel weertype, wordt vooral veroorzaakt door diesel- en benzinevoertuigen, en landbouwactiviteiten, zoals zuivelfabrieken en akkerbouw. Bevolkingsgroei heeft ervoor gezorgd dat de San Joaquin Valley, samen met Los Angeles en Houston de meeste hoogste metingen heeft wat betreft luchtvervuiling. Alleen de Inland Empire, oostelijk van Los Angeles heeft een slechtere algehele luchtkwaliteit en de San Joaquin Valley had in 2004 het meeste aantal dagen in de Verenigde Staten met een ozonhoeveelheid boven de landelijk toelaatbare grens.
Watervervuiling is een ander groot probleem in de vallei. Verzilting van de bodem in zwaar geïrrigeerde gebieden heeft ervoor gezorgd dat veel vruchtbare streken niet meer rendabel zijn, vooral op voormalige bodem van Tulare Lake. Vervuiling van het grondwater door lekkage van mestopslag op melkveehouderijen en feedlots voor vee heeft geleid tot grote protesten.
Hoofdstad: Sacramento
Regio's: Antelope Valley · Big Sur · Cascade Range · Central Coast · Central Valley · Channel Islands · Coachella Valley · Conejo Valley · Cucamonga Valley · Death Valley · East Bay · East County · Emerald Triangle · Gold Country · Greater Los Angeles · Grote Bekken · Imperial Valley · Inland Empire · Klamath Basin · Lake Tahoe · Los Angeles Basin · Lost Coast · Mojave · Mountain Empire · Noord-Californië · North Bay · North Coast · North County · Oost-Californië · Owens Valley · Oxnard Plain · San Francisco Peninsula · Pomona Valley · Sacramento Valley · San Bernardino Valley · San Diego–Tijuana · San Fernando Valley · San Francisco Bay Area · San Gabriel Valley · San Joaquin Valley · Santa Clara Valley · Santa Clarita Valley · Shasta Cascade · Sierra Nevada · Silicon Valley · South Bay (LA) · South Bay (SD) · South Bay (SF) · South Coast · Southern Border Region · Upstate California · Wine Country · Yosemite · Zuid-Californië
Metropolitane gebieden: Bakersfield · Chico · Fresno · Los Angeles-Long Beach-Glendale · Modesto · Napa · Oakland-Fremont-Hayward · Oxnard-Thousand Oaks-Ventura · Riverside-San Bernardino-Ontario · Sacramento-Roseville · Salinas · San Diego-Carlsbad-San Marcos · San Francisco-San Mateo-Redwood City · San Jose-Sunnyvale-Santa Clara · San Luis Obispo-Paso Robles · Santa Ana-Anaheim-Irvine · Santa Barbara-Santa Maria · Santa Cruz-Watsonville · Santa Rosa-Petaluma · Stockton · Vallejo-Fairfield · Visalia-Porterville · Yuba City
County's: Alameda · Alpine · Amador · Butte · Calaveras · Colusa · Contra Costa · Del Norte · El Dorado · Fresno · Glenn · Humboldt · Imperial · Inyo · Kern · Kings · Lake · Lassen · Los Angeles · Madera · Marin · Mariposa · Mendocino · Merced · Modoc · Mono · Monterey · Napa · Nevada · Orange · Placer · Plumas · Riverside · Sacramento · San Benito · San Bernardino · San Diego · San Francisco · San Joaquin · San Luis Obispo · San Mateo · Santa Barbara · Santa Clara · Santa Cruz · Shasta · Sierra · Siskiyou · Solano · Sonoma · Stanislaus · Sutter · Tehama · Trinity · Tulare · Tuolumne · Ventura · Yolo · Yuba
Portaal Californië